# Klima Gyula
Klima Gyula magyar filozófus, az MTA doktora, a Magyarságkutató Intézet Eszmetörténeti Kutatóközpontjának volt igazgatója, és a New York-i Fordham University oktatója.

## Tanulmányok
Tanulmányait a budapesti Eötvös Loránd Tudományegyetemen végezte (MA 1982, Ph.D. 1986).

## Alkalmazás
1982-től tudományos segédmunkatársként, 1986-tól tudományos munkatársként, majd 1993-tól  tudományos főmunkatársként dolgozott a Magyar Tudományos Akadémia Filozófiai Intézetében, 1997-ig. 1989-től 1990-ig, majd 1991-ben a Finn Akadémia ösztöndíjas vendégmunkatársa volt. 1990-ben vendégmunkatárs volt a skóciai St. Andrews Egyetemen, majd 1991-ben a dániai Koppenhágai Egyetemen. 1991-től 1992-ig vendégelőadóként, majd 1992 és 1995 között egyetemi adjunktusként dolgozott a Yale Egyetemen. 1995 és 1999 között a Notre Dame Egyetem alkalmazásában állt egyetemi docensként; majd 1999-től 2003-ig a Fordham Egyetem docense volt. 2002 és 2003 között ACLS ösztöndíjjal a Kaliforniai Egyetem Filozófia Tanszékének látogató tudósa volt Los Angelesben (UCLA). 2003-tól a Fordham Egyetem professzoraként folytatta munkáját napjainkig. 2009-ben szerezte meg a Magyar Tudományos Akadémia doktora címet. 2019-től a Magyarságkutató Intézet Eszmetörténeti Kutatóközpontjának igazgatója.
Nagyobb projektek, amelyeket irányított:
1994-95 Morse ösztöndíj, Yale Egyetem, 40 000 dollár
1995-97 NEH „Buridan’s Summulae”, YUP, 50 000 dollár
2002-2003 ACLS, "John Buridan", OUP, 40 000 dollár
2005: Earhart Alapítvány, „Középkori filozófia”, 21 000 dollár
2009-2012 NEH, „Buridan kérdései a lélekről”, 195 000 dollár
2012-2013 NEH „John Buridan és mások kérdései a lélekről”, 55 000 dollár

## Munkásság
Specializáció: középkori filozófia, formális szemantika, metafizika, elme- és nyelvfilozófia (Canterbury Anzelm, Aquinói Tamás, Ockham, Buridan, Frege, Russell, Tarski, Quine, Kripke, etc.) kompetencia: filozófiatörténet, analitikus filozófia.

## Publikációk

### Könyvek
1. Klima, G. (et al. eds.) (2021) Questions on Aristotle’s ‘On the Soul’ by John Buridan (megjelenés alatt), Latin edition with an annotated English translation, Springer: Cham Switzerland
    2. Klima, G. – Borbély, G. (2020)  (eds.) Credo ut intelligam or Credo quia absurdum? - Reason and Beyond Reason in Religious Faith, Hungarian Review of Philosophy (special issue) Magyar Filozófiai Szemle (különszám), pp. 31–42. ISSN 0025-0090
    3. Klima, G. (2020) with Hall, A. (eds.) Medieval and Early Modern Epistemology: After Certainty, PSMLM, vol. 17, Cambridge Scholars Publishing: Newcastle upon Tyne, 2020.
    4. Klima, G. (2019) with Hall, A. (eds.) Being, Goodness and Truth, PSMLM, vol. 16, Cambridge Scholars Publishing: Newcastle upon Tyne, 2019.
    5. Klima, G. (2018) with Hall, A. (eds.) Hylomorphism and Mereology, PSMLM, vol. 15, Cambridge Scholars Publishing: Newcastle upon Tyne, 2018.
    6. Klima, G. (2017) with Hall, A. Consciousness and Self-Knowledge in Medieval Philosophy, Proceedings of the Society for Medieval Logic and Metaphysics, Vol. 14, Cambridge Scholars Publishing: Newcastle upon Tyne, 2017.
    7. Klima, G. (ed.) (2017) Questions on the Soul by John Buridan and Others: A Companion to John Buridan’s Philosophy of Mind, Springer: Cham, Switzerland
    8. Klima, G. (2016) with Hall, A. and Ogden, S. (eds.), The Metaphysics of Personal Identity, Proceedings of the Society for Medieval Logic and Metaphysics, Vol. 13, Cambridge Scholars Publishing: Newcastle upon Tyne, 2016.
    9. Klima, G. (2015) with Hall, A. (eds.), Maimonides on God and Duns Scotus on Logic and Metaphysics, Proceedings of the Society for Medieval Logic and Metaphysics, Vol. 12, Cambridge Scholars Publishing: Newcastle upon Tyne, 2015.
    10. Klima, G. (ed.) (2015) Intentionality, Cognition and Mental Representation in Medieval Philosophy, Fordham University Press
    11. Klima, G. (2014) with Hall, A. (eds.) Metaphysical Themes, Medieval and Modern, Proceedings of the Society for Medieval Logic and Metaphysics, Vol. 11, Cambridge Scholars Publishing: Newcastle upon Tyne, 2014.
    12. Klima, G. (2013) with Hall, A. (eds.), Skepticism, Causality and Skepticism about Causality, Proceedings of the Society for Medieval Logic and Metaphysics, Vol. 10, Cambridge Scholars Publishing: Newcastle upon Tyne, 2013.
    13. Klima, G. (2011) with Hall, A. (eds.), The Immateriality of the Human Mind, the Semantics of Analogy, and the Conceivability of God, Proceedings of the Society for Medieval Logic and Metaphysics, Vol. 1, Cambridge Scholars Publishing: Newcastle upon Tyne
    14. Klima, G. (2011) with Hall, A. (eds.), Categories, and What is Beyond, Proceedings of the Society for Medieval Logic and Metaphysics, Vol. 2, Cambridge Scholars Publishing: Newcastle upon Tyne
    15. Klima, G. (2011) with Hall, A. (eds.), Knowledge, Mental Language, and Free Will, Proceedings of the Society for Medieval Logic and Metaphysics, Vol. 3, Cambridge Scholars Publishing: Newcastle upon Tyne
    16. Klima, G. (2011) with Hall, A. (eds.), Mental Representation, Proceedings of the Society for Medieval Logic and Metaphysics, Vol. 4, Cambridge Scholars Publishing: Newcastle upon Tyne
    17. Klima, G. (2011) with Hall, A. (eds.), Universal Representation, and the Ontology of Individuation, Proceedings of the Society for Medieval Logic and Metaphysics, Vol. 5, Cambridge Scholars Publishing: Newcastle upon Tyne
    18. Klima, G. (2011) with Hall, A. (eds.), Medieval Skepticism, and the Claim to Metaphysical Knowledge, Proceedings of the Society for Medieval Logic and Metaphysics, Vol. 6, Cambridge Scholars Publishing: Newcastle upon Tyne
    19. Klima, G. (2011) with Hall, A. (eds.), Medieval Metaphysics, or is it “Just Semantics”? Proceedings of the Society for Medieval Logic and Metaphysics, Vol. 7, Cambridge Scholars Publishing: Newcastle upon Tyne
    20. Klima, G. (2011) with Hall, A. (eds.), After God, with Reason Alone—Saikat Guha Commemorative Volume, Proceedings of the Society for Medieval Logic and Metaphysics, Vol. 8, Cambridge Scholars Publishing: Newcastle upon Tyne
    21. Klima, G. (2011) with Hall, A. (eds.), The Demonic Temptations of Medieval Nominalism, Proceedings of the Society for Medieval Logic and Metaphysics, Vol. 9, Cambridge Scholars Publishing: Newcastle upon Tyne
    22. Klima, G. (2008) John Buridan, Great Medieval Thinkers, Oxford University Press, 2009
    23. Klima, G. (2007) Medieval Philosophy: Essential Readings with Commentary, Blackwell Publishers, 2007
    24. Klima, G. (2001) John Buridan: Summulae de Dialectica, an annotated translation with a philosophical introduction; New Haven: Yale University Press
    25. Klima, G. (1988) ARS ARTIUM: Essays in Philosophical Semantics, Medieval and Modern, Budapest: Institute of Philosophy of the Hungarian Academy of Sciences

### Fordítások
26. Josephus Blancanus, De Mathematicarum Natura Dissertatio (A Treatise on the Nature of Mathematics), in: Mancosu, P.: Philosophy of Mathematics and Mathematical Practice in the Seventeenth Century, Oxford University Press: Oxford-New York, 1996, pp. 178–212.
    27. Aquinói Szent Tamás: A létezőről és a lényegről (De Ente et Essentia, De Principiis Naturae, De Mixtione Elementorum, ST1, qq. 1-3, 13, Hungarian Translation and Commentary), Budapest: Helikon, 1990.

### Kutatási cikkek
1. Klima, G. (2021) “The Hylomorphism of Aquinas and Contemporary Metaphysics”, Divinitas, 1(64). ISSN 0012-4222; pp. 175–189.
    2. Klima, G. (2021) “Ágoston három felfedezése: hit, akarat, és történelem, mint a filozófiai reflexió tárgyai” (“Augustine’s  three discoveries: faith, will, and history, as the objects of philosophical reflection”) Teológia és antropológia. Tanulmányok Vidrányi Katalin emlékére. (Theology and anthropology: studies in memory of Katalin Vidrányi) ed. Bene L.- Molnár Péter, Gondolat Kiadó, 2020.
    3. Klima, G. (2021) “Aquinas’ Reception in Contemporary Metaphysics”, in: Matthew Levering and Marcus Plested (eds.), The Oxford Handbook of the Reception of Aquinas, Oxford, 2020. ISBN 9780198798026; DOI: 10.1093/oxfordhb/9780198798026.013.35
    4. Klima, G. (2021) “Intentionality”, Paasch, J.T. – Cross, R. (eds.) The Routledge Companion to Medieval Philosophy, Routledge (Taylor and Francis Group): New York, 2020. ISBN 9780415658270
    5. Klima, G. (2021) “Form, Intention, Information: from Scholastic Logic to Artificial Intelligence”, in Ludger Jansen & Petter Sandstad (eds.) Neo-Aristotelian Perspectives on Formal Causation, Routledge, 2020. ISBN 9780367341206;
    6. Klima, G. (2021) “William Ockham”, in: Goetz, S. – Taliaferro, C. The Encyclopedia of Philosophy of Religion, John Wiley and Sons: Hoboken, NJ, 2021.
    7. Klima, G. (2020) “Words and What Is Beyond Words”, in: Borbély, G. – Klima, G. (eds.) Credo ut intelligam or Credo quia absurdum? - Reason and Beyond Reason in Religious Faith, Hungarian Review of Philosophy (special issue) Magyar Filozófiai Szemle (különszám), pp. 31–42. ISSN 0025-0090  0025-0090
    8. Klima, G. (2020) “Aquinas on the Union of Body and Soul”, Quaestiones Disputatae, Volume 10, Number 2, Spring 2020, HYLOMORPHISM: Ancient, Medieval, and Contemporary Approaches, Issue Edited by Jeremy W. Skrzypek, pp. 31–52. ISSN 2374-555X; Print ISSN 2150-5756.
    28. Klima, G. (2020) with Stephan, K.  “Artificial Intelligence and Its Natural Limits”, AI & Society, 36(2020), pp. 1–10;
    29. Klima, G. (2019) “A lélek mint a test formája, és a művészet mint a lélek formája” (“The Soul as the Form of the Body and Art as a Form of the Soul”), Műhelytanulmányok, I. évfolyam/3. (Workshop Studies 3(2019), ISBN 978-615-5869-38-9, pp. 5–14.
    30. Klima, G. (2019) “Aquinas’ Real Distinction and its Role in a Causal Proof of God’s Existence”, Roczniki Filozoficzne (Philosophical Annals), Vol. LXVII, 4(2019), pp. 7–26. DOI: https://doi.org/10.18290/rf.2019.67.4-1
    31. Klima, G. (2018) “Aquinas’ Balancing Act: Balancing the Soul Between the Realms of Matter and Pure Spirit”, Bochumer Philosophisches Jahrbuch für Antike und Mittelalter 21(2018), pp. 29–48. https://doi.org/10.1075/bpjam.00022.kli
    32. Klima, G. (2018) “There is More Than One Way to Slice a Cake: Comments on ‘Multiplex Composition and The Prospects for Substantial Unity’”, in Klima, G. and Hall, A. (eds.) Hylomorphism and Mereology, PSMLM, vol. 15, Cambridge Scholars Publishing: Newcastle upon Tyne, 2018, pp. 22-29.
    33. Klima, G. (2018) “Buridan on Knowledge”, in Lagerlund, H. Knowledge in Medieval Philosophy, Bloomsbury: London, 2018, pp. 191–211. http://dx.doi.org/10.5040/9781474258340.ch-009
    34. Klima, G. (2018) “The Metaphysics of Habits in Buridan”, in Roques, M. – Faucher, N. (eds.) The Ontology, Psychology and Axiology of Habits (Habitus) in Medieval Philosophy, Springer: Cham, Switzerland, pp. 321–331.
    35. Klima, G. (2018) “Aquinas’ Reception in Contemporary Metaphysics”, in Levering, M. and Plested, M. (eds.) The Oxford Handbook of the Reception of Aquinas, Oxford University Press: Oxford.
    36. Klima, G. (2017) “The Medieval Liar”, Speculum, 93/1(2018), pp. 121–131.
    37. Klima, G. (2017) “Thought-Transplants, Demons, and Modalities”, in Pelletier, J. – Roques, M. (eds.), The Language of Thought in Late Medieval Philosophy, Springer: Cham, Switzerland, pp. 369–382.
    38. Klima, G. (2017), “Intentionality and Mental Content in Aquinas, Ockham, and Buridan”, Amerini, F. – Cesalli, L. Universals in the Fourteenth Century, Scuola Normale Superiore: Pisa, Italy, 2017, pp. 65–88.
    39. Klima, G. (2017) “Buridan on Sense Perception and Sensory Awareness”, in: Klima, G. (ed.) (2017) Questions on the Soul by John Buridan and Others: A Companion to John Buridan’s Philosophy of Mind, Springer: Cham, Switzerland, pp. 157–167.
    40. Klima, G. (2017) “The Trivia of Materialism, Dualism and Hylomorphism: Some Pointers from John Buridan and Others”, in: Klima, G. (ed.) (2017) Questions on the Soul by John Buridan and Others: A Companion to John Buridan’s Philosophy of Mind, Springer: Cham, Switzerland, pp. 45–62.  
    41. Klima, G. (2016) “A lélek a középkor filozófiájában” (“The soul in medieval philosophy” – in Hungarian), in: Székely, A. (et al. eds.) Lélek enciklopédia (Encyclopedia of the Soul), Gondolat Kiadó: Budapest, pp. 49–75.
    42. Klima, G. (2016) “Mind vs. Body and Other False Dilemmas of Post-Cartesian Philosophy of Mind”, in: Valdecasas, M. (et al., eds.), Biology and Subjectivity, Springer: Dordrecht, pp. 25–39.
    43. Klima, G. (2016) “Roger Bacon”, in Cameron, M.-Hill, B.-Stainton, R.J. (eds.) Sourcebook in the History of Philosophy of Language, Springer: Cham, Switzerland, pp. 277–293.
    44. Klima, G. (2016), “The Problem of ‘Gappy Existence’ in Aquinas’ Metaphysics and Theology”, in Klima, G. (2016) with Hall, A. (eds.), The Metaphysics of Personal Identity, Proceedings of the Society for Medieval Logic and Metaphysics, Vol. 13, Cambridge Scholars Publishing: Newcastle upon Tyne, 2016.
    45. Klima, G. (2016), “From Semantics to the Philosophy of Mind: Reconsidering Some Late-Medieval and Modern Critiques of Aquinas’ Argument for the Immateriality of the Intellect from the Universality of Concepts” (in English and in Chinese translation), Journal of Zhejiang University, 1(2016), pp. 1–15.
    46. Klima, G. (2016) “Consequence”, in Read, S.L.-Dutilh-Novaes, C., The Cambridge Companion to Medieval Logic, CUP: Cambridge, UK, pp. 316–341. doi:10.1017/CBO9781107449862.014
    47. Klima, G. (2015) “Semantic Content in Aquinas and Ockham” in: Cameron, M. Stainton, R.J. Linguistic Content: New Essays on the History of Philosophy of Language. Ed. M. Cameron and R.J. Stainton. Oxford University Press: Oxford, 2015, pp. 121–135.
    48. Klima, G. (2015) “Universality and Immateriality”, Acta Philosophica, 24(2015), pp. 31–42.
    49. Klima, G. (2015) “Geach’s Three Most Inspiring Errors Concerning Medieval Logic”, Philosophical Investigations, 38(2015), pp. 34–51.
    50. Klima, G. (2015) “Mental Representations and Concepts in Medieval Philosophy” in Klima, G. (ed.) Intentionality, Cognition and Mental Representation in Medieval Philosophy, Fordham University Press: New York, NY, 2014, pp. 323–337.
    51. Klima, G. (2014) “The Problem of Universals and the Subject Matter of Logic”, in Rush, P. (ed.) The Metaphysics of Logic, Cambridge University Press: Cambridge, UK, pp. 160–177.
    52. Klima, G. (2014) “A hazug korrespondencia-mondatok buridáni kezelése: Válasz Bodnár Istvánnak” (“The Buridanian treatment of Liar-type correspondence sentences: Reply to István Bodnár” – in Hungarian), Általános Nyelvészeti Tanulmányok (Studies in General Linguistics), 26(2014), pp. 101–103.
    53. Klima, G. (2014) “Ontológiai Elkötelezettség és a Hazug Paradoxon Szemantikailag Zárt Nyelvekben” (“Ontological Commitment and the Liar Paradox in Semantically Closed Languages” – in Hungarian), Általános Nyelvészeti Tanulmányok (Studies in General Linguistics), 26(2014), pp. 79–91.
    54. Klima, G. (2014) “The Rises and Falls of Analysis and Metaphysics”, in: Klima, G. (2014) with Hall, A. (eds.) Metaphysical Themes, Medieval and Modern, Proceedings of the Society for Medieval Logic and Metaphysics, Vol. 11, Cambridge Scholars Publishing: Newcastle upon Tyne, 2014, pp. 85–89.
    55. Klima, G. (2014), “Being and Cognition”, Neo-Aristotelian Perspectives in Metaphysics, Edited by Daniel D. Novotný - Lukáš Novák, 2014, Routledge: New York, pp. 104–116.
    56. Klima, G. (2013), “Being, Unity, and Identity in the Fregean and Aristotelian Traditions”, in Edward Feser (ed.): Aristotle on Method and Metaphysics; Philosophers in Depth, Palgrave Macmillan, pp. 146–168.
    57. Klima, G. (2013), “Three Myths of Intentionality vs. Some Medieval Philosophers”, International Journal of Philosophical Studies, 21(2013), pp. 359–376.
    58. Klima, G. (2013), “Aquinas vs. Buridan on Essence and Existence”, in: Bolyard, C. – Keele, R.: Later Medieval Metaphysics: Ontology, Language and Logic, Medieval Philosophy: Texts and Studies, Fordham University Press, New York, 2013, pp. 30–44.
    59. Klima, G. (2013), “Whatever Happened to Efficient Causes?”, in Klima, G. (2013) with Hall, A. (eds.), Skepticism, Causality and Skepticism about Causality, Proceedings of the Society for Medieval Logic and Metaphysics, Vol. 10, Cambridge Scholars Publishers, pp. 31–42.
    60. Klima, G. (2013), “Reply to Michael Rota”, in Klima, G. (2013) with Hall, A. (eds.), Skepticism, Causality and Skepticism about Causality, Proceedings of the Society for Medieval Logic and Metaphysics, Vol. 10, Cambridge Scholars Publishers, pp. 47–48.
    61. Klima, G. (2013) “The Semantic Conception of Truth”, New Catholic Encyclopedia Supplement 2012-13: Ethics and Philosophy. Ed. Robert L. Fastiggi. 4 vols. Detroit: Gale, 2013, pp. 1395–1397. (2055 words)
    62. Klima, G. (2012) “Ontological Reduction by Logical Analysis and the Primitive Vocabulary of Mentalese”,Chinese translation of 64, in World Philosophy, 4(2012), pp. 109–119.
    63. Klima, G. (2012) “Hogyan tehető Aquinói Öt Útja ismét járhatóvá? Bármilyen vallásúak és vallástalanok számára egyaránt.” (“How Can One Make Aquinas’ Five Ways Viable Again, for People of Any or No Religion?” in Hungarian) in: Babits Antal (szerk.), Az arany középkor, zsidók, muszlimok és keresztények (The Golden Middle Ages: Jews, Muslims, and Christians).   Logos Kiadó: Budapest, pp. 273-295.
    64. Klima, G (2012) “Ontological Reduction by Logical Analysis and the Primitive Vocabulary of Mentalese”, American Catholic Philosophical Quarterly, 86(2012), pp. 303–414.
    65. Klima, G (2012) “Quine, Wyman, and Buridan: Three Approaches to Ontological Commitment”, Chinese translation of 94, in World Philosophy, 3(2012), pp. 6–17.
    66. Klima, G. (2012) “Aquinas vs. Buridan on Essence and Existence, and the Commensurability of Paradigms”, Novák, L. – Novotný, D. –  Sousedík, P. –Svoboda, D. (eds.) Metaphysics: Aristotelian, Scholastic, Analytic, Ontos Verlag: Heusenstamm, pp. 169–184.
    67. Klima, G. (2012) “Medieval Philosophy of Language”, in Russell, Gillian –  Fara, Delia Graff, Routledge Companion to Philosophy of Language, Routledge: New York-Abingdon, pp. 827–840.
    68. Klima, G. (2012) “Theory of Language”, Davies, B. – Stump, E., The Oxford Handbook to Aquinas, Oxford University Press: Oxford, pp. 371–389.
    69. Klima, G. (2011) “Indifference vs. Universality of Mental Representation in Ockham, Buridan, and Aquinas”, in Amerini, F. – Marrone, F. – Porro, P. (eds.) Later Medieval Perspectives on Intentionality (Quaestio 10/2010), Brepols Publishers/Pagina soc. Coop., Turnhout/Bari, 2010, pp. 99–110.
    70. Klima, G. (2011) “Being”, Marenbon, J. (ed.), The Oxford Handbook of Medieval Philosophy, Oxford University Press, pp. 403–420.
    71. Klima, G. (2011) “John Buridan”, Lagerlund, H. Encyclopedia of Medieval Philosophy, Springer: Dordrecht, pp. 597–603.
    72. Klima, G. (2011) “Thomas Sutton”, Lagerlund, H. Encyclopedia of Medieval Philosophy, Springer: Dordrecht, pp. 1294–1295.
    73. Klima, G. (2011) “Being”, Lagerlund, H. Encyclopedia of Medieval Philosophy, Springer: Dordrecht, pp. 150–159.
    74. Klima, G. (2011) “Substance, accident, modes”, Lagerlund, H. Encyclopedia of Medieval Philosophy, Springer: Dordrecht, pp. 1219–1227.
    75. Klima, G. (2011) “Two Summulae, Two Ways of Doing Logic: Peter of Spain’s ‘realism’ and John Buridan’s ‘nominalism’”, in Cameron, Margaret – Marenbon, John (eds.): Methods and Methodologies: Aristotelian logic East and West, 500 – 1500, Brill Academic Publishers: Leiden-Boston, pp. 109-126.
    76. Klima, G. (2010), “Natural Logic, Medieval Logic and Formal Semantics”, Magyar Filozófiai Szemle, 54(2010), pp. 58–75.
    77. Klima, G. (2010) “The Anti-Skepticism of John Buridan and Thomas Aquinas: Putting Skeptics in Their Place vs. Stopping Them in Their Tracks”, in: Lagerlund, H. Rethinking the History of Skepticism, Brill Publishers: Leiden/Boston, 2010, pp. 145–170.
    78. Klima, G. (2010) “Nominalist Semantics”, The Cambridge History of Medieval Philosophy, ed. R. Pasnau, Cambridge University Press, Cambridge, pp. 159–172.
    79. Klima, G. (2009) “William Ockham”, The History of Western Philosophy of Religion, Volume 2, Medieval Philosophy of Religion, ed. G. Oppy – N. Trakakis, Acumen Publishing: Durham, 2009, pp. 195–208.
    80. Klima, G. (2009) “Teleológia, intencionalita, naturalizmus” (“Teleology, intentionality, naturalism”, in Slovak), Filozofia, 64(2009), pp. 114–122.
    81. Klima, G. (2009) “Aquinas on the Materiality of the Human Soul and the Immateriality of the Human Intellect”, Philosophical Investigations, 32(2009), pp. 163–182.
    82. Klima, G. (2008) “Logic without Truth: John Buridan on the Liar”, in: Shahid Rahman (et al. eds.), Unity, Truth and the Liar: The Modern Relevance of Medieval Solutions to the Liar Paradox, Logic, Epistemology and the Unity of Science, Springer Publishing Company, chapter 5, pp. 87–112.
    83. Klima, G. (2008) “The “Grammar” of ‘God’ and ‘Being’: Making Sense of Talking about the One True God in Different Metaphysical Traditions”, in D. Z. Phillips (ed.), Whose God? Which Tradition? Ashgate Publishing Company: Aldershot, pp. 53-77.
    84. Klima, G. (2008) “The Nominalist Semantics of Ockham and Buridan: A Rational Reconstruction”, Gabbay, D. – Woods, J. (eds.) Handbook of the History of Logic, North Holland: Amsterdam, 2008, pp. 389–431.
    85. Klima, G. (2007) “John Buridan”, in: T. Hockey (ed.), Biographical Encyclopedia of Astronomers, Springer Verlag: Berlin
    86. Klima, G. (2007) “Giles of Rome”, in: T. Hockey (ed.), Biographical Encyclopedia of Astronomers, Springer Verlag: Berlin
    87. Klima, G. (2007) “Thomistic ‘Monism’ vs. Cartesian ‘Dualism’”, Logical Analysis and History of Philosophy, 10(2007), pp. 92-112.
    88. Klima, G. (2006) “The Universality of Logic and the Primacy of Mental Language in the Nominalist Philosophy of Logic of John Buridan”, Mediaevalia Philosophica Polonorum, 35(2006), pp. 167–177.
    89. Klima, G. (2006) “Intentional Transfer in Averroes, Indifference of Nature in Avicenna, and the Representationalism of Aquinas Archiválva 2021. október 21-i dátummal a Wayback Machine-ben”, Proceedings of the Society for Medieval Logic and Metaphysics, Volume 5(2005), pp. 33–37,
    90. Klima, G. (2006) “Thomas Sutton on Individuation Archiválva 2021. október 21-i dátummal a Wayback Machine-ben”, Proceedings of the Society for Medieval Logic and Metaphysics, Volume 5(2005), pp. 70–78. and in Klima, G. (2011) with Hall, A. (eds.), Universal Representation, and the Ontology of Individuation, Proceedings of the Society for Medieval Logic and Metaphysics, Vol. 5, Cambridge Scholars Publishing: Newcastle upon Tyne. pp. 91–102.
    91. Klima, G. (2005) “Syncategoremata”, in: Elsevier’s Encyclopedia of Language and Linguistics, 2nd Ed. Edited by Keith Brown, Elsevier: Oxford, 2006, vol. 12, pp. 353–356.
    92. Klima, G. (2005) “Nominalism”, in: Elsevier’s Encyclopedia of Language and Linguistics, 2nd Ed. Edited by Keith Brown, Elsevier: Oxford, 2006, vol. 8, pp. 648–652.
    93. Klima, G. (2005) “The Essentialist Nominalism of John Buridan”, The Review of Metaphysics, 58(2005),
    94. Klima, G. (2005) “Quine, Wyman, and Buridan: Three Approaches to Ontological Commitment”, in Korean Journal of Logic, 8(2005), pp. 1–22.
    95. Klima, G. “Tradition and Innovation in Medieval Theories of Mental Representation Archiválva 2021. október 21-i dátummal a Wayback Machine-ben”, Proceedings of the Society for Medieval Logic and Metaphysics, 4(2004), pp. 4–11.
    96. Klima, G. “The Demonic Temptations of Medieval Nominalism: Mental Representation and ‘Demon Skepticism’ Archiválva 2021. október 21-i dátummal a Wayback Machine-ben”, Proceedings of the Society for Medieval Logic and Metaphysics 4(2004), pp. 37–44.
    97. Klima, G. (2004) “Form, Metaphysical, in Ancient and Medieval Thought”, in: Maryanne Cline Horowitz, (ed.), New Dictionary of History of Ideas, Detroit: Charles Scribner’s Sons, pp. 835–837.
    98. Klima, G. (2004) “John Buridan and the Force-Content Distinction”, in: Maierú, A. – Valente, L. (eds.) Medieval Theories on Assertive and Non-Assertive Language, Acts of the 14th European Symposium on Medieval Logic and Semantics, Rome: Olschi, 2004, pp. 415–427.
    99. Klima, G. (2004) “John Buridan on the Acquisition of Simple Substantial Concepts”, in John Buridan and Beyond: Topics in the Language Sciences 1300-1700, eds. R. L. Friedmann – S. Ebbesen, Copenhagen: The Royal Danish Academy of Sciences and Letters, 2004, pp. 17–32.
    100. Klima, G. (2004) “Consequences of a Closed, Token-Based Semantics: The Case of John Buridan”, History and Philosophy of Logic, 25(2004), pp. 95–110.
    101. Klima, G. (2003) “Natures: The Problem of Universals”, in: S. McGrade (ed.), The Cambridge Companion to Medieval Philosophy, Cambridge University Press, pp. 196–207.
    102. Klima, G. (2003) “Conceptual Closure in Anselm’s Proof: Reply to Tony Roark”, History and Philosophy of Logic, 24 (2003), pp. 131–134.
    103. Klima, G. (2003) “John Buridan”, in: J. Gracia and T. Noone (eds.), A Companion to Philosophy in the Middle Ages, Blackwell, pp. 340–48.
    104. Klima, G. (2003) “Peter of Spain, the author of the Summulae”, in: J. Gracia and T. Noone (eds.), Blackwell’s Companion to Philosophy in the Middle Ages, Blackwell, pp. 526–31.
    105. Klima, G. (2003) “Thomas of Sutton”, in: J. Gracia and T. Noone (eds.), Blackwell’s Companion to Philosophy in the Middle Ages, Blackwell, pp. 664–65.
    106. Klima, G. (2002) “Thomas Sutton and Henry of Ghent on the Analogy of Being”, Proceedings of the Society for Medieval Logic and Metaphysics, 2(2002), pp. 34–44. Reprinted in 14, pp. 49–64.
    107. Klima, G. (2002) “Man = Body + Soul: Aquinas’s Arithmetic of Human Nature”, in: B. Davies (ed.), Thomas Aquinas: Contemporary Philosophical Perspectives, Oxford University Press, pp. 257–273. (slightly revised reprint of the 1997 paper)
    108. Klima, G. (2002) “Contemporary ‘Essentialism’ vs. Aristotelian Essentialism”, in: J. Haldane, (ed.), Mind, Metaphysics, and Value in the Thomistic and Analytic Traditions, Notre Dame, pp. 175–194.
    109. Klima, G. (2002) “Aquinas’ Theory of the Copula and the Analogy of Being”, Logical Analysis and History of Philosophy, 5(2002), pp. 159–176.
    110. Klima, G. (2001) “On whether id quo nihil maius cogitari potest is in the understanding”, Proceedings of the Society for Medieval Logic and Metaphysics, 1(2001), pp. 70–80.
    111. Klima, G. (2001) “Aquinas’ Proofs of the Immateriality of the Intellect from the Universality of Thought”, Proceedings of the Society for Medieval Logic and Metaphysics, 1(2001), pp. 19–28.
    112. Klima, G. (2001) “Existence and Reference in Medieval Logic”, in: A. Hieke – E. Morscher (eds.): New Essays in Free Logic, Kluwer Academic Publishers, 2001, pp. 197–226.
    113. Klima, G. (2001) “Buridan’s Theory of Definitions in his Scientific Practice”, in: J. M. M. H. Thijssen – J. Zupko, The Metaphysics and Natural Philosophy of John Buridan, E. J. Brill Publishers, Leiden, pp. 29–48.
    114. Klima, G. (2001) “Thomas of Sutton on the Nature of the Intellective Soul and the Thomistic Theory of Being”, Aertsen, J. et al. (eds.), Nach der Verurteilung von 1277. Philosophie und Theologie an der Universität von Paris im letzten Viertel des 13. Jahrhunderts, Studien und Texte (Miscellanea Mediaevalia 28), Walter de Gruyter, Berlin-New York 2001, pp. 436–455.
    115. Klima, G. with Borbély, G. (2000) “Dialektikus disputa az értelem egységének skolasztikus kérdéséről” (A dialectical disputation on the scholastic question of the unity of the intellect), Magyar Filozófiai Szemle, 4/6(2006),
    116. Klima, G. (2000) “The Medieval Problem of Universals”, in The Stanford Encyclopedia of Philosophy (Fall 2000 Edition), E. N. Zalta (ed.)
    117. Klima, G. (2000) “Saint Anselm’s Proof: A Problem of Reference, Intentional Identity and Mutual Understanding”, in: G. Hintikka (ed.): Medieval Philosophy and Modern Times, Proceedings of “Medieval and Modern Philosophy of Religion”, Boston University, August 25-27, 1992; Kluwer Academic Publishers, The Netherlands, pp. 69–88.
    118. Klima, G. (2000) “Aquinas on One and Many”, Documenti e Studi sulla Tradizione Filosofica Medievale, 11(2000), pp. 195–215.
    119. Klima, G. (1999) “Ockham’s Semantics and Ontology of the Categories”, Spade, P. V. (ed.), The Cambridge Companion to Ockham, Cambridge: Cambridge University Press, pp. 118–142.
    120. Klima, G. (1999) “Buridan’s Logic and the Ontology of Modes”, in: Ebbesen, S. – Friedman, R. L. (eds.), Medieval Analyses in Language and Cognition, Copenhagen: The Royal Danish Academy of Sciences and Letters, 1999, pp. 473–495.
    121. Klima, G. (1998) “Ancilla Theologiae vs. Domina Philosophorum: Thomas Aquinas, Latin Averroism, and the Autonomy of Philosophy”, in: Aertsen, J. – Speer, A. (eds.), What is Philosophy in the Middle Ages? Proceedings of the Tenth International Congress of Medieval Philosophy (SIEPM), Berlin: Walter de Gruyter, pp. 393–402.
    122. Klima, G. (1997) “Man = Body + Soul: Aquinas’s Arithmetic of Human Nature”, Koistinen, T. – Lehtonen, T.  (eds.), Philosophical Studies in Religion, Metaphysics, and Ethics., Helsinki: Luther-Agricola-Society, 1997, pp. 179–197.
    123. Klima, G. (1996) “The Semantic Principles Underlying Saint Thomas Aquinas’s Metaphysics of Being”, Medieval Philosophy and Theology, 5(1996), pp. 87–141.
    124. Klima, G. (1994) “Szent Tamás és a Démon” (Saint Thomas and the Demon), in Altrichter, F. – Szécsényi, T. (ed.), A filozófiai realizmus védhetősége (The Defensibility of Philosophical Realism), Budapest: University of Budapest, pp. 180–212.
    125. Klima, G. (1993) “The Changing Role of Entia Rationis in Medieval Philosophy: A Comparative Study with a Reconstruction”, Synthese 96(1993), pp. 25–59.
    126. Klima, G. (1993) “Nomina nuda tenemus”, Vigilia, 58(1993), pp. 680–684.
    127. Klima, G. (1993) “‘Socrates est species’: Logic, Metaphysics and Psychology in St. Thomas Aquinas’ Treatment of a Paralogism”, in Jacobi, K. (ed.) Argumentationstheorie: Scholastische Forschungen zu den logischen und semantischen Regeln korrekten Folgerns, Brill: Leiden, the Netherlands, pp. 489–504.
    128. Klima, G. (1993) “‘Debeo tibi equum’: A Reconstruction of Buridan’s Treatment of the Sophisma”, in Read, S.L. (ed.), Sophisms in Medieval Logic and Grammar: Acts of the 9th European Symposium for Medieval Logic and Semantics, Dordrecht: Kluwer Academic Publishers, 1993. pp. 333-347; reprinted in: Neumer, K. – Voigt, V. (eds.), Semiotics and Philosophy of Language in Hungary, S - European Journal for Semiotic Studies, Vol. 4. No. 1-2. Vienna, pp. 141-159.
    129. Klima, G. (1992) “Az angyali metafizika ördögi buktatói”  (The Devilish Tripwires of the Angelic Doctor’s Metaphysics: A Rejoinder), BUKSZ (Budapest Review of Books), 4(1992), pp. 413–418.
    130. Klima, G. (1991) “Ontological Alternatives vs. Alternative Semantics in Medieval Philosophy”, in: J. Bernard: Logical Semiotics, S - European Journal for Semiotic Studies, Vol. 3. No. 4, Vienna, pp. 587–618.
    131. Klima, G. (1991) “Latin as a Formal Language: Outlines of a Buridanian Semantics”, Cahiers de l’Institut du Moyen-Âge Grec et Latin, Copenhagen, 61, pp. 78–106.
    132. Klima, G. (1990) with Sandu, G. “Numerical Quantifiers in Game-Theoretical Semantics”, Theoria, 56, pp. 173–192.
-
    133. Klima, G. (1990) “Understanding Matters from a Logical Angle: Logical Aspects of Understanding”, Annales Universitatis Budapestinensis, Sectio Philosophica et Sociologica, 22-23, pp. 37–62.
    134. Klima, G. (1990) “On Being and Essence in St. Thomas Aquinas’s Metaphysics and Philosophy of Science”, S. Knuuttila - R. Työrinoja - S. Ebbesen (eds.): Knowledge And The Sciences In Medieval Philosophy: Proceedings of the Eighth International Congress of Medieval Philosophy (S.I.E.P.M.), Helsinki 24-29 August 1987, Vol. II, Publications of Luther-Agricola Society Series B 19, Helsinki, pp. 210–221.
    135. Klima, G. (1990) “Approaching Natural Language via Medieval Logic”, in: J. Bernard-J. Kelemen: Zeichen, Denken, Praxis, Institut fur Sozio-Semiotische Studien: Vienna, pp. 249–267.
    136. Klima, G. (1988) “Modernorum ‘Logica Modernorum’“, in Pólos, L. (ed.), Intensional Logic, History of Philosophy, and Methodology: To Imre Ruzsa on the Occasion of his 65th Birthday, Budapest, pp. 159-175.
    137. Klima, G. (1987) “Understanding Matters from a Logical Angle: Logical Aspects of Understanding”, Semiotische Bericthe-Doxa (joint issue), 3-4/11, pp. 101–125.
    138. Klima, G. (1987) “Über die natürliche Theologie von Anton Schütz” (On the Natural Theology of Anton Schütz), Doxa, 11, pp. 52–65.
    139. Klima, G. (1987) “Existence, Quantification and the Medieval Theory of Ampliation”, Doxa, 9, pp. 83–112.
    140. Klima, G. (1987) “Aquinói Tamás a természet princípiumairól”, (Thomas Aquinas on the Principles of Nature) Magyar Filozófiai Szemle, 31, pp. 41–80.
    141. Klima, G. (1986) with Bodnár, I. and Ruzsa, F. “Parmenidész igazolása”, (Justifying Parmenides) Magyar Filozófiai Szemle, 30, pp. 285–298.
    142. Klima, G. (1986) “Modernorum ‘Logica Modernorum’”, Tertium Non Datur, 2, pp. 177-197.
    143. Klima, G. (1984) “Libellus pro Sapiente: A Criticism of Allan Bäck’s Argument against St. Thomas Aquinas’ Theory of the Incarnation, The New Scholasticism, 58, pp. 207–219.
    144. Klima, G. (1984) “Aquinói Tamás a szépről”, (Thomas Aquinas on Beauty) Magyar Filozófiai Szemle, 28, pp. 454–473.
    145. Klima, G. (1984) “Aquinói Tamás a szavak jelentéséről”, (Thomas Aquinas on the Meaning of Words) Magyar Filozófiai Szemle, 28, pp. 298–312.
    146. Klima, G. (1983) “Szent Anzelm és az ontológiai istenérv”, (Saint Anselm and the Ontological Proof of God’s Existence) Világosság, 24, pp. 3–9.
    147. Klima, G. (1981) “Az Öt Út: Aquinói Szent Tamás istenbizonyítékai”, (The Five Ways: Saint Thomas Aquinas’ Proofs for God’s Existence) Világosság, 22, pp. 1–30.

### Szemle cikkek
148. Klima, G. (2014) A Treatise of Master Hervaeus Natalis: On Second Intentions. Vol. 1: An English Translation, Vol. 2: A Latin Edition. Edited and translated by John P. Doyle. International Philosophical Quarterly, 54(2014), pp. 235–237.
    149. Klima, G. and Zupko, J. (2013) “Questions on the Soul by John Buridan and Others,” (detailed SIEPM report on the 2012 conference held at Fordham) Bulletin de philosophie médiévale 54 (2012): 477-86.
    150. Klima, G. (2009) “Johannes Buridanus, Summulae De Propositionibus. Turnhout: Brepols, 2000”, History and Philosophy of Logic, 30(2009), 97-104.
    151. Klima, G. (2004) “On Kenny on Aquinas on Being: A critical review of Aquinas on Being by Anthony Kenny, Oxford: Oxford University Press, 2002. Pp. x + 212. $45.00”, feature review in International Philosophical Quarterly, 44(2004), pp. 567–580.
    152. Klima, G. (2003) “Review of Matthew of Orléans: Sophistaria Sive Summa Communium Distinctionum Circa Sophismata Accidentium”, Journal of the History of Philosophy, 41(2003), pp. 272–274.
    153. Klima, G. (2002) “Review of C. Panaccio: Le discours intérieur de Platon à Guillaume d’Ockham”, History and Philosophy of Logic, 23(2002), pp. 71–73.
    154. Klima, G. (1998) Review of A. Kenny: Aquinas on Mind, New York: Routledge, 1995, in Faith and Philosophy, 15(1998), pp. 113–117.
    155. Klima, G. (1998) “What can a scholastic do in the 21st century?” (Review of essays of K. Vidrányi), BUKSZ (Budapest Review of Books), 7(1997), pp. 167–169.
    156. Klima, G. (1985) “Paradigmák és valóság” (Paradigms and reality – review of the Hungarian translation of T. S. Kuhn: The Structure of Scientific Revolutions – A tudományos forradalmak szerkezete, Budapest: Gondolat, 1984), Világosság 26(1985), pp. 49–51.
    157. Klima, G. (1983) “Review of Eva Picardi: Assertibility and Truth – a Study of Fregean Themes”, Bologna, 1981, in Magyar Filozófiai Szemle, pp. 303–305.

## Díjai
- A Magyar Érdemrend lovagkeresztje (2022)